# Gazipaşa
Gazipaşa (en turco: ɡaˈzipaʃa) es una ciudad y distrito de la provincia de Antalya en la costa mediterránea del sur de Turquía, 180km al este de la ciudad de Antalya. Gazipaşa es un distrito rural famoso por sus plátanos, naranjas y el aeropuerto internacional de Gazipaşa Airport (IATA shortkey GZP). El distrito de Gazipaşa se encuentra junto a Alanya al oeste, Sarıveliler al norte y Anamur al este.

## Geografía
El distrito de Gazipaşa se encuentra en una estrecha franja de costa entre el mar Mediterráneo y los Montes Tauro que se elevan abruptamente detrás (el punto más alto es el Deliktaş de 2253 m). Se pueden encontrar restos de animales prehistóricos (animales marinos con caparazón) en muchos lugares de las montañas. Antes de que fueran las Montañas Tauro (Edad Paleozoica), estos picos estaban debajo del mar. La carretera de la costa serpentea en Alanya, pero es buena con cuatro carriles en algunos lugares, lo que facilita el acceso a Gazipaşa desde Antalya y Alanya. Desde Gazipaşa al este, la carretera tiene dos carriles, pero está en proceso de mejora a cuatro. Hay 80 km hasta el siguiente pueblo, Anamur. Las laderas rocosas albergan serpientes, escorpiones y otros animales salvajes como ciervos, conejos, jabalíes, ovejas salvajes y tejones. hay 50km de costa, la mitad de la cual es playa de arena y tramos rocosos con pequeñas calas que se pueden utilizar para nadar. Las playas de Gazipaşa son utilizadas como lugares de anidación por las tortugas bobas. La construcción está prohibida en estas áreas.
La economía local depende de la agricultura y los terrenos de la franja costera se utilizan para el cultivo de frutas y hortalizas, especialmente cítricos y plátanos. Las zonas montañosas cuentan con numerosos huertos frutales y en los últimos años se han construido un gran número de invernaderos para producir cultivos como pepino, fresa y alcachofa durante todo el año en ambas localidades. Se cultivan cereales y también hay mucha cría de animales. En el verano, estos animales pastan en las alturas de las montañas. Gazipasa tiene una presa (Gökçeler Barajı). También hay una pequeña industria dedicada a la silvicultura y pesca. Su alcalde actual es Mehmet Ali Yılmaz.
Gazipaşa no ha experimentado el auge turístico de la vecina Alanya, pero ahora se están realizando esfuerzos para atraer turistas al distrito mediante la construcción de un puerto deportivo para yates y un aeropuerto internacional. Las atracciones turísticas incluyen algunos sitios de la antigüedad, cuevas, playas, la oportunidad de apreciar el maravilloso paisaje de la montaña Taurus con caminatas por la montaña o turismo en automóvil.
El nuevo aeropuerto de Gazipaşa serviría a las economías turísticas de Alanya, Anamur y Yeşilöz.

## Historia
En la zona hay evidencia de asentamientos hititas y luvitas que se remontan al año 2000 a. C. La antigua ciudad griega de Selinus se estableció aquí en el río Kestros (hoy llamada Hacımusa) en el año 628 a. C., como parte del reino de Cilicia. En el año 197 a. C., la zona pasó a manos de los antiguos romanos, y en el siglo II d. C. murió próximo a la zona el emperador Trajano tras enfermar mientras viajaba por la costa mediterránea. Su cuerpo fue llevado por su sucesor Adriano para enterrarlo en Roma y durante un tiempo la ciudad se llamó Traianópolis.
El Imperio Romano posterior (Imperio bizantino) continuó gobernando el área hasta que fue tomada por el Reino Armenio de Cilicia, que perdió el área ante los turcos selyúcidas de 'Ala' ad-Din Kay-Qubad en 1225. Selinus fue retomado brevemente por los armenios antes de la conquista de karamánidas a fines del siglo XIII. Durante el área de los beylicatos de Anatolia, la costa, incluida Selinti, estaba controlada por el clan karamánida de Konya y fue llevada al Imperio otomano en 1472 por Gedik Ahmed Bajá, comandante naval del sultán Mehmed II. El viajero del siglo XVII Evliya Çelebi registra Selinti como un grupo de 26 pueblos, con una mezquita bien cuidada en el paseo marítimo junto con un embarcadero para barcos a Chipre y montañas verdes detrás.
La investigación arqueológica continúa y en 2004 un equipo de la Universidad Estatal de Florida encontró una pequeña estatua de bronce de Pegaso que data del año 300 a. C. en las aguas de Gazipaşa; ahora está en el Museo de Alanya.
Podemos enumerar los castillos en Gazipasa como Selinunte, Iotape, Lamos (Adanda), Nephelis y Antioquía del Crago.

## Galería

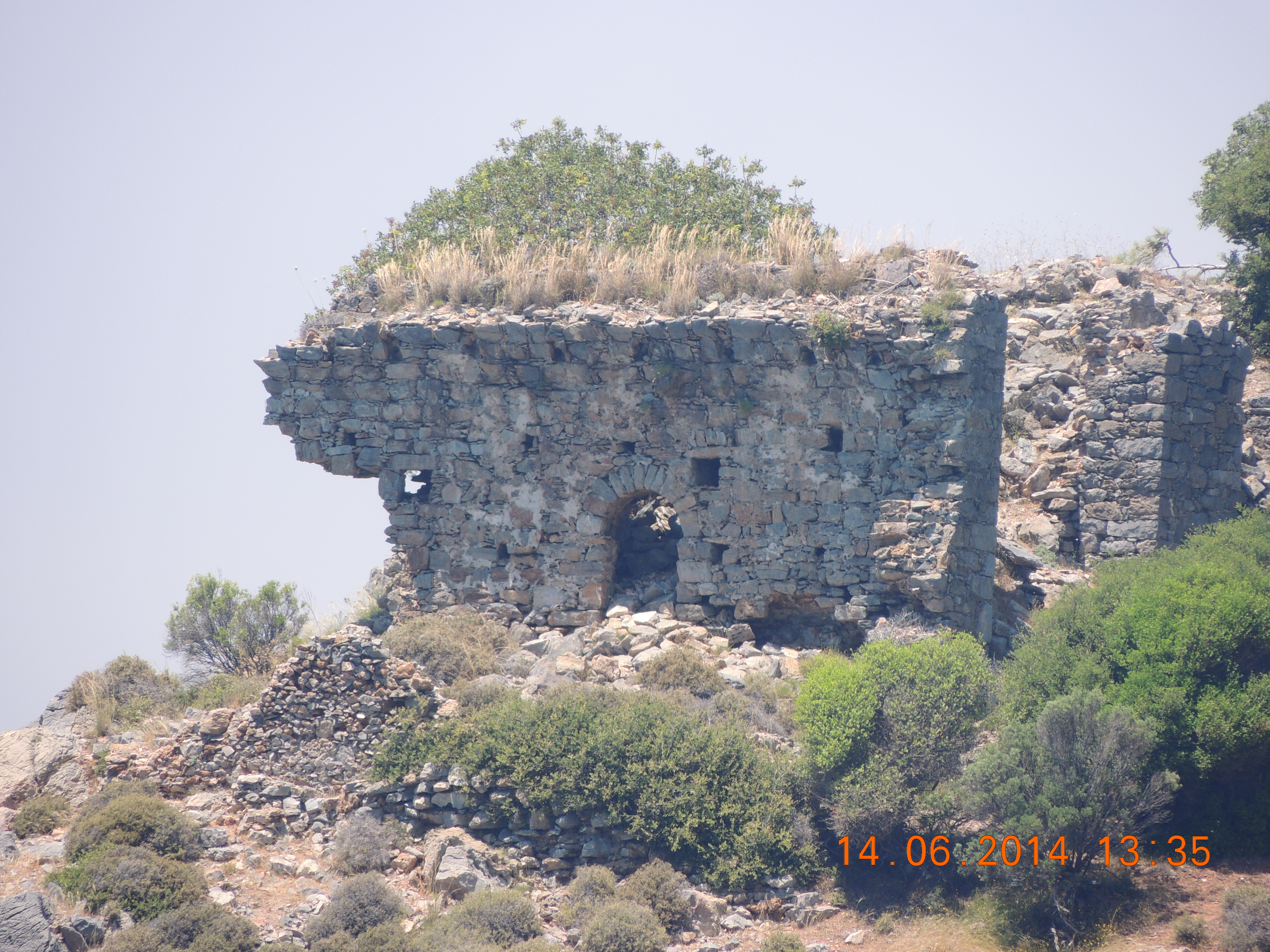
Ruinas antiguas.
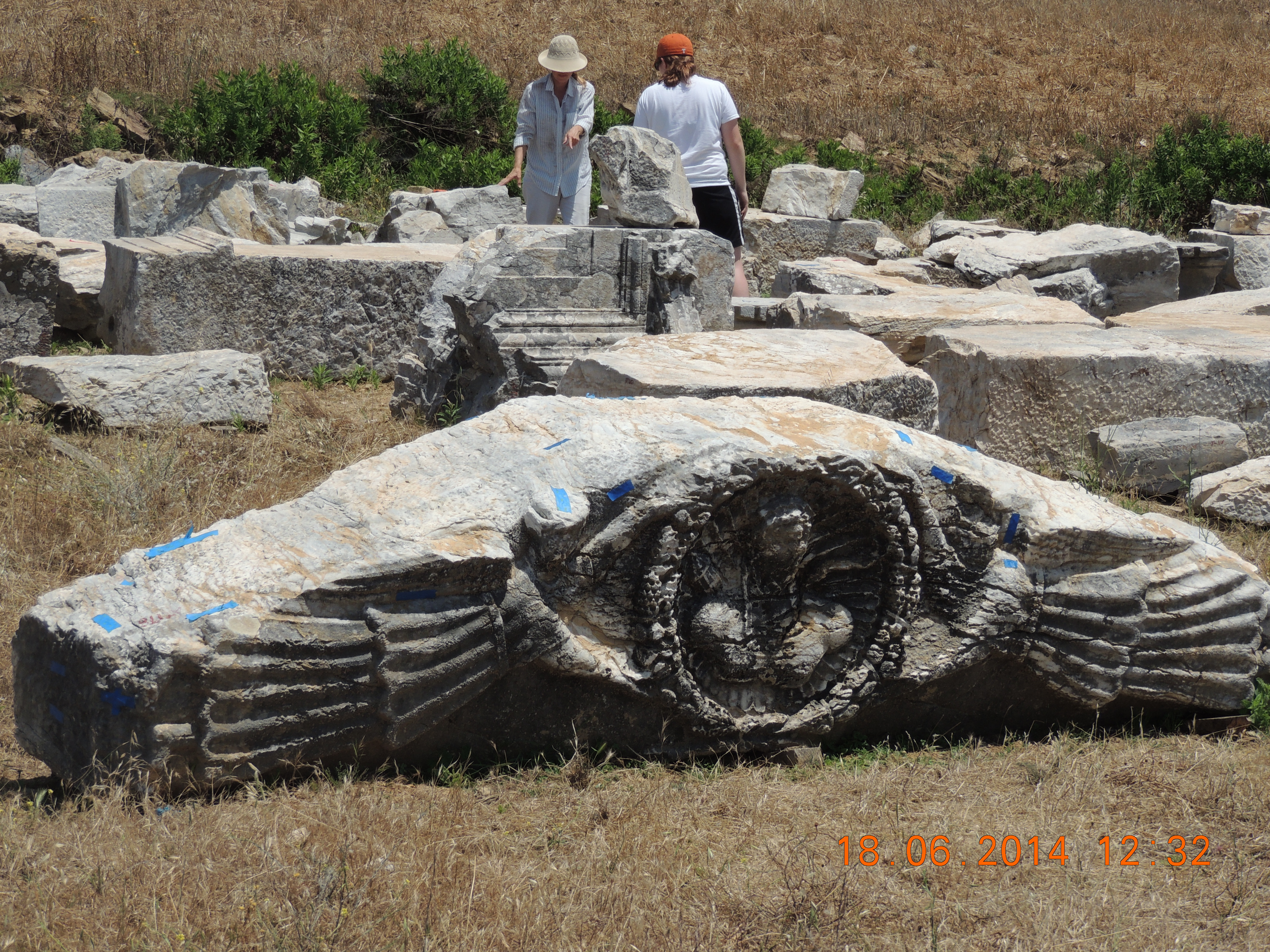
Ruinas.
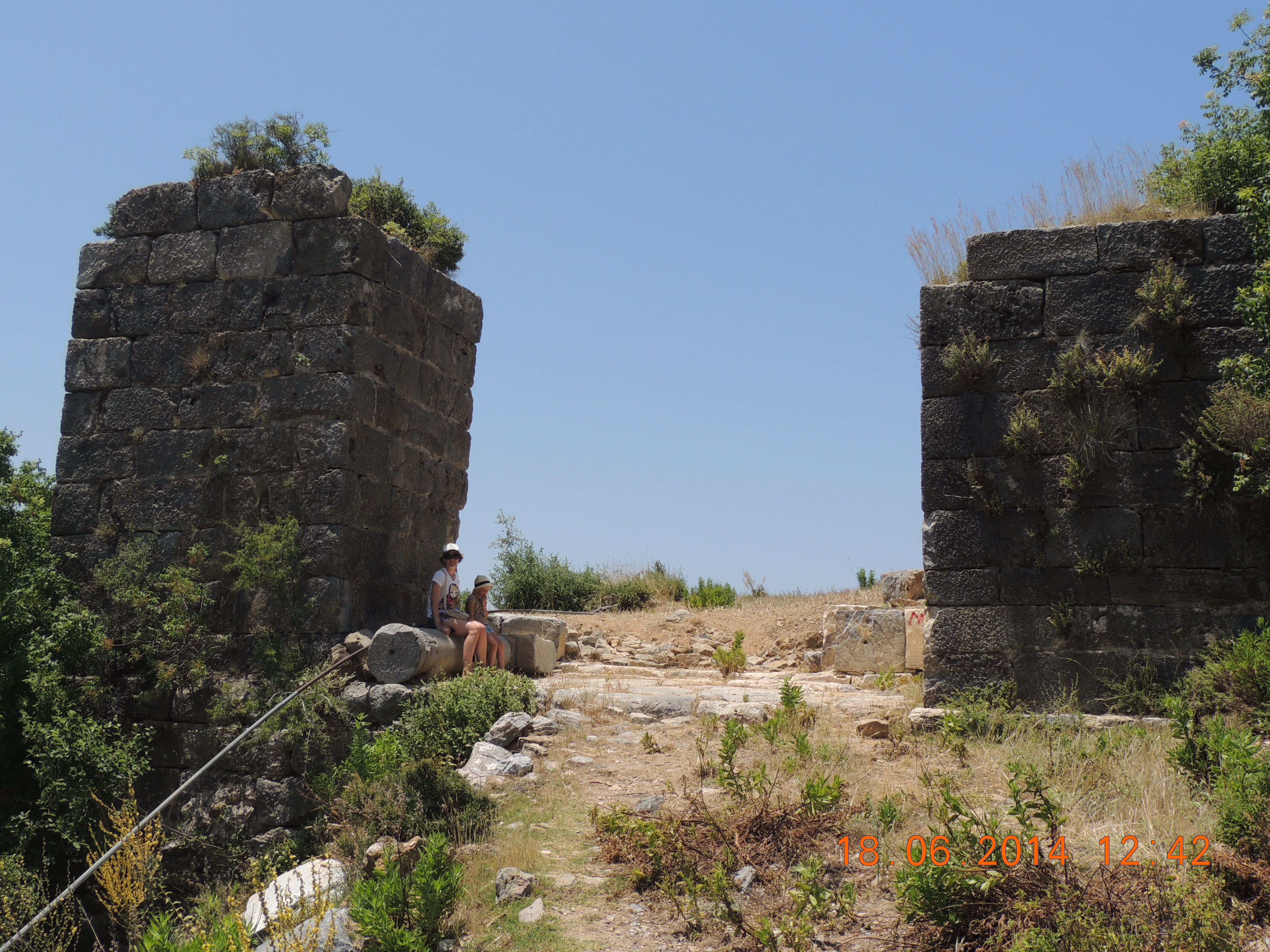
Ruinas.
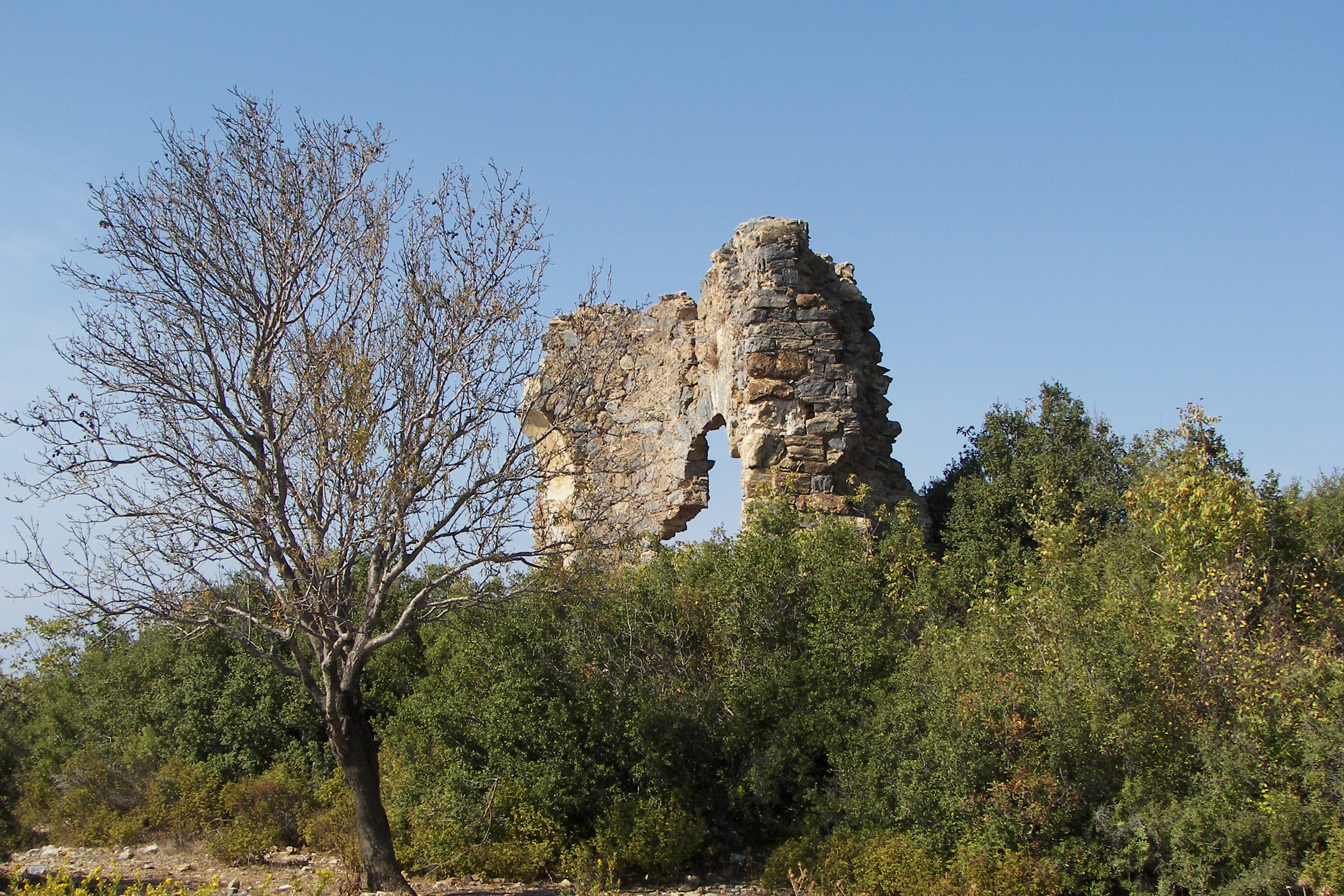
Ruinas de Antioquía del Crago
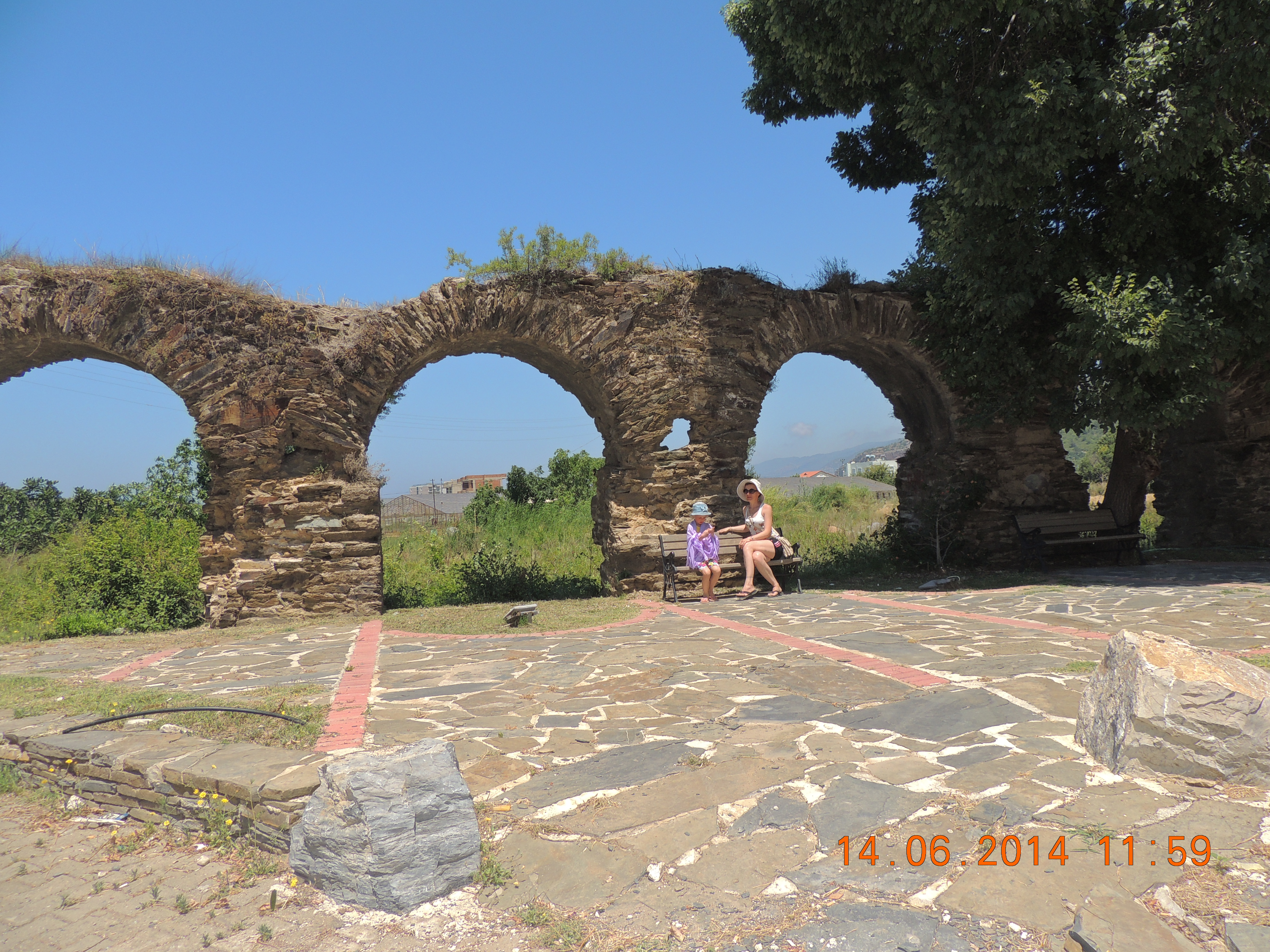
Ruina de acueducto romano.
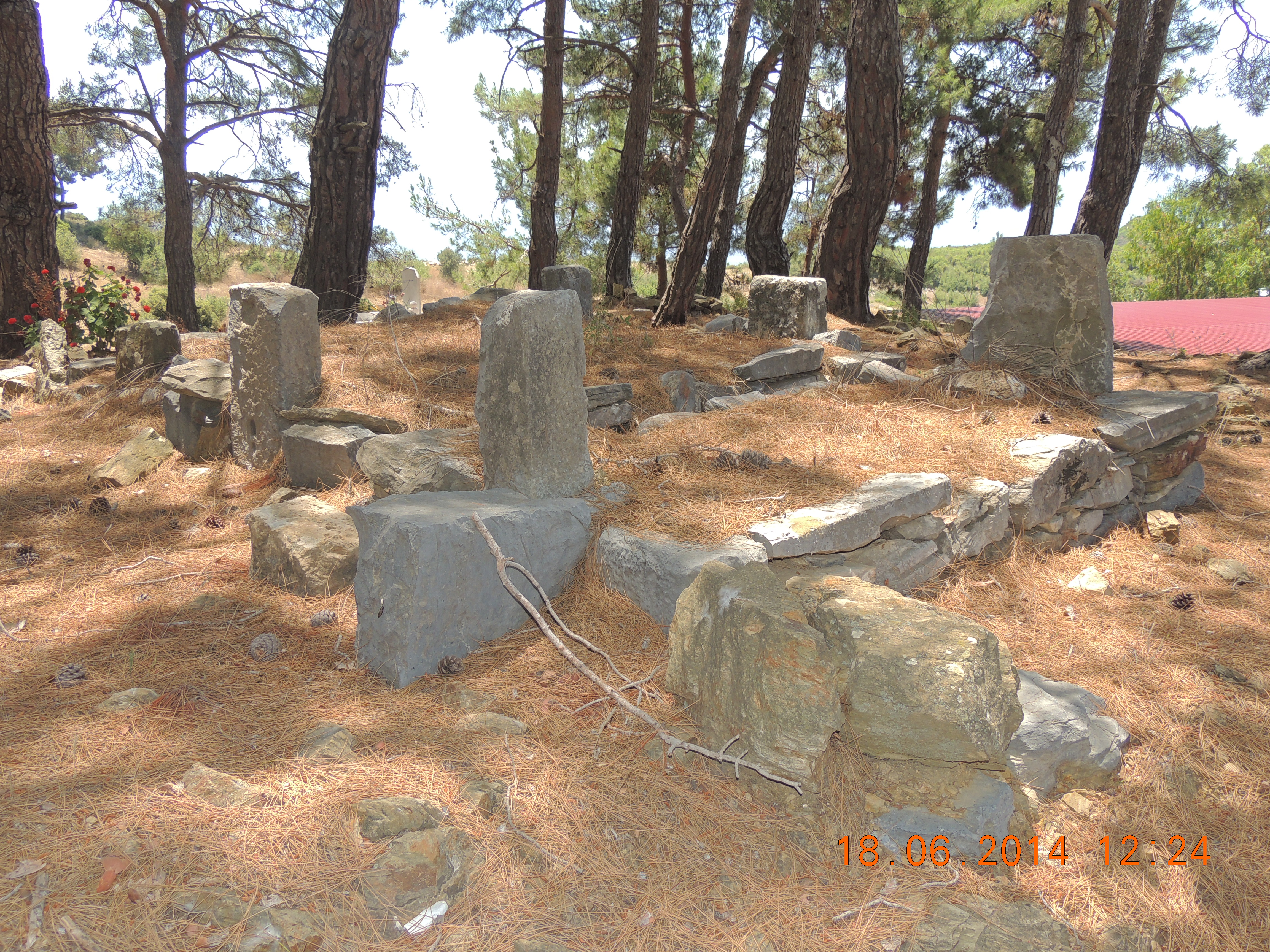
Tumbas romanas.
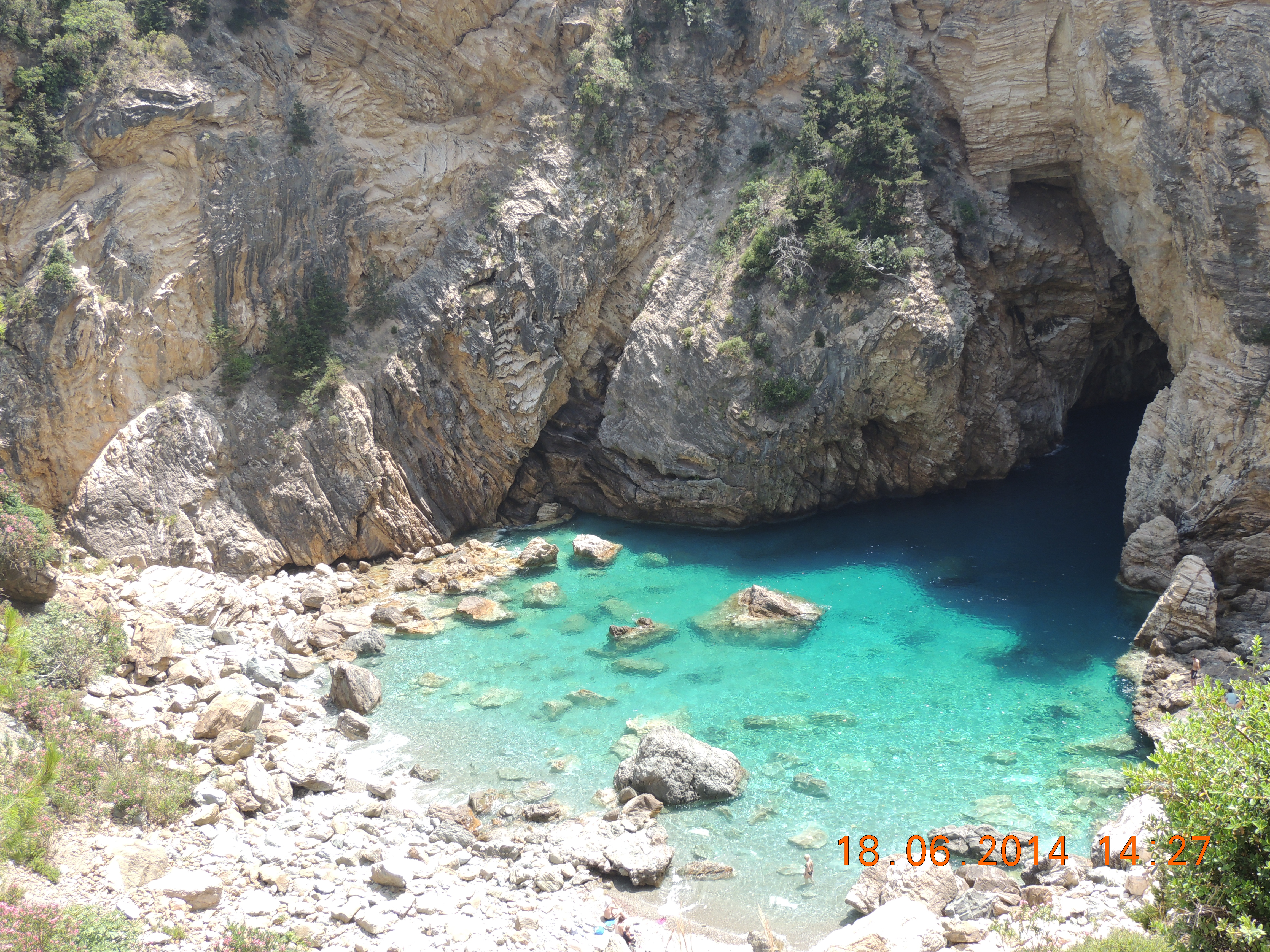
Lago Esmeralda.
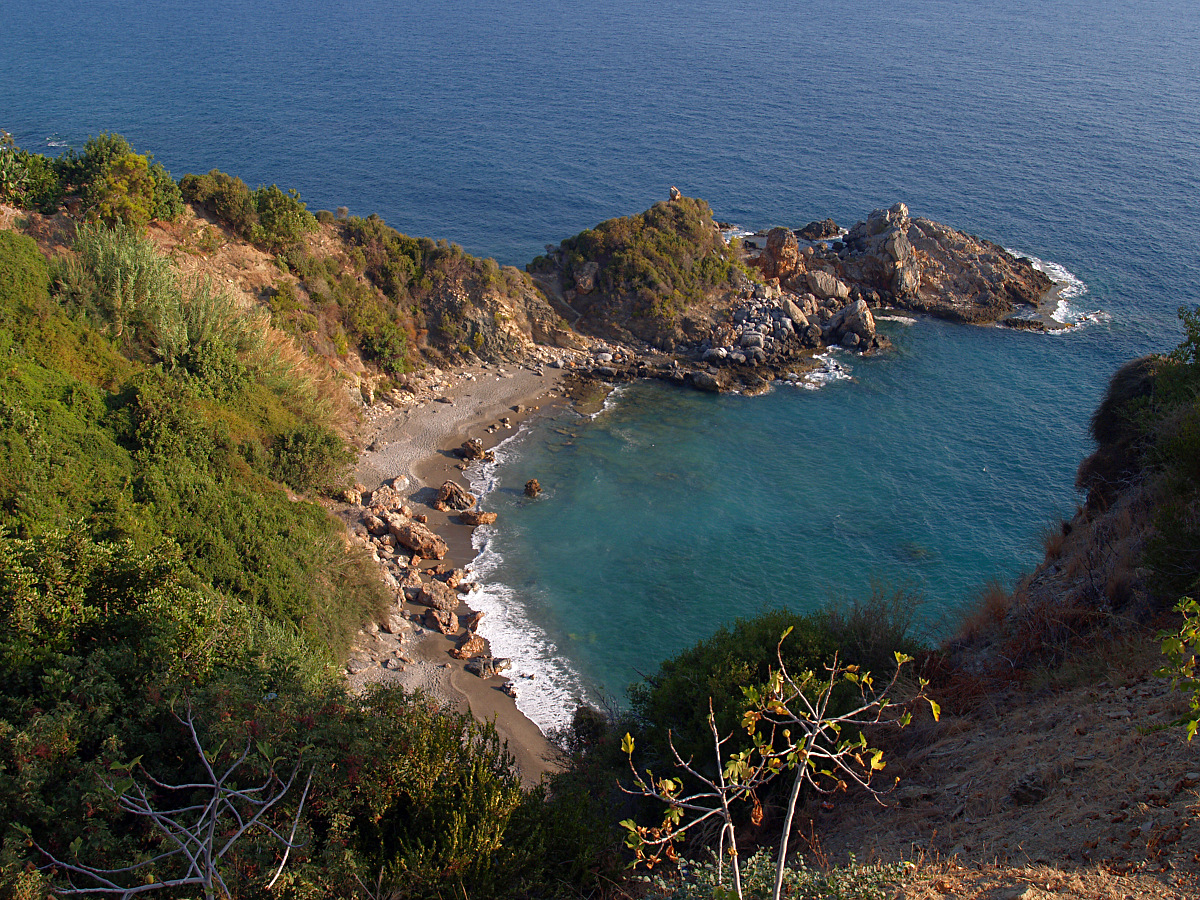